# U-447
Unterseeboot 447 foi um submarino alemão do Tipo VIIC, pertencente a Kriegsmarine que atuou durante a Segunda Guerra Mundial.
O U-447 esteve em operação entre os anos de 1942 e 1943, realizando neste período duas patrulhas de guerra, nas quais não afundou nenhuma embarcação aliada.
Foi afundado por cargas de profundidade  lançadas por duas aeronaves britânicas Hudson (233 Sqdn.) no dia 7 de maio de 1943, causando a morte de todos os 48 tripulantes.

## Comandantes
| Comandante             | Data                                    |
| ---------------------- | --------------------------------------- |
| Kptlt. Friedrich Bothe | 11 de julho de 1942 - 7 de maio de 1943 |

## Subordinação
Durante o seu tempo de serviço, esteve subordinado às seguintes flotilhas:
| Período                                       | Flotilha                                  |
| --------------------------------------------- | ----------------------------------------- |
| 11 de julho de 1942 - 28 de fevereiro de 1943 | 8. Unterseebootsflottille (treinamento)   |
| 1 de março de 1943 - 7 de maio de 1943        | 9. Unterseebootsflottille (serviço ativo) |

## Operações conjuntas de ataque
O U-447 participou das seguinte operações de ataque combinado durante a sua carreira:
- Rudeltaktik Neuland (4 de março de 1943 - 6 de março de 1943)
- Rudeltaktik Ostmark (6 de março de 1943 - 11 de março de 1943)
- Rudeltaktik Drossel (29 de abril de 1943 - 7 de maio de 1943)

## Coordenadas
1. ↑  em posição 35° 30' N 11° 55' O